# Peep Hole
Peep Hole (ノゾキアナ?, Nozoki ana) è un manga scritto da Wakō Honna e pubblicato da Shogakukan sulla rivista elettronica per cellulari Moba Man da ottobre 2009 a febbraio 2013, in seguito raccolto in 13 volumi tankōbon. L'edizione italiana è stata pubblicata da J-Pop dal 7 novembre 2015 al 18 ottobre 2017.
Il manga è stato adattato in un OAV, prodotto da Studio Fantasia e distribuito a partire dal 28 febbraio 2013, e in un film live action dal titolo A Peeping Hole, diretto da Ataru Ueda e Kensuke Tsukuda e trasmesso dal 28 giugno 2014. Da esso è stato inoltre tratto lo spin-off Nozo × Kimi.

## Trama

I due protagonisti in una scena dell'OAV

Finite le superiori, Tatsuhiko Kido si trasferisce a Tokyo per frequentare l'università, ma nella casa che ha preso in affitto scopre un'apertura sulla parete, che permette di vedere all'interno dell'appartamento di fianco. Kido, non volendo fare il guardone, decide di coprirla, tuttavia sarà proprio la sua vicina, Emiru Ikuno, a dirgli di non farlo. Anzi, gli propone persino di fare un gioco: il lunedì, il mercoledì e il venerdì lui potrà spiarla e il martedì, il giovedì e il sabato sarà lei a poterlo fare. Kido vorrebbe fare la persona per bene e rifiutare la proposta, ma la ragazza saprà essere molto convincente, riuscendo a fargliela accettare con un ricatto.
Il resto della storia segue Kido alle prese con la vita di tutti i giorni, mentre si fa carico del peso di poter essere spiato e incoraggiato a spiare da Emiru. Alla fine Kido cede alla tentazione di spiare Emiru e assiste alla sua masturbazione. Successivamente, Kido scopre che la sua ragazza, Kotobiki Yuri, lo sta usando per far ingelosire il suo fidanzato. Questo spinge Kido a lasciare Yuri, che in seguito cerca di rimediare seducendolo ma viene respinta. Kido alla fine esce con un'altra ragazza, Madoka Watari, che sembra essere perfetta. All'inizio è estremamente riluttante a perdere la verginità, ma Kido riesce a convincerla. Con il passare del tempo, Kido capisce di provare dei seri sentimenti per Emiru e decide di rompere con Madoka. Il giorno della laurea, prima della cerimonia, Emiru lascia Kido, ma decide di integrare una nuova regola nel loro gioco di peeping: la aspetterà un anno prima di andare avanti.

## Volumi
| 1  | 30 novembre 2009 | ISBN 978-4-09-182726-5 | 7 novembre 2015  | ISBN 978-88-6883-371-8 |
| 1  | Capitoli - 001: A Peephole - 002: New Lifestyle - 003: Classmate - 004: Kotobuki Yuri - 005: Because It's the Rule - 006: I'm Inviting You - 007: Horii Makoto - 008: Please Make Sure - 009: Let's Do It Tonight                          |                        |                  |                        |
| 2  | 26 dicembre 2009 | ISBN 978-4-09-182859-0 | 19 dicembre 2015 | ISBN 978-88-6883-487-6 |
| 2  | Capitoli - 010: I Hate You - 011: Let's Do It a Lot - 012: Honnami Shouko - 013: Gentle Lie - 014: It's Perfect - 015: Nomiya Nanami - 016: Help Me! - 017: Forever from Now On - 018: Is It Fine?                                         |                        |                  |                        |
| 3  | 30 marzo 2010 | ISBN 978-4-09-182877-4 | 27 febbraio 2016 | ISBN 978-88-6883-488-3 |
| 3  | Capitoli - 019: I've Been Had! - 020: Excitement - 021: I Came - 022: Just Get Out - 023: Let Me Make It Up - 024: Naruse Tamako - 025: Don't Break It - 026: Takahata Mitsuru - 027: It's a Trap!!                                        |                        |                  |                        |
| 4  | 28 aprile 2010 | ISBN 978-4-09-183223-8 | 16 aprile 2016   | ISBN 978-88-6883-489-0 |
| 4  | Capitoli - 028: I'm... Putting It In, You Hear? - 029: You Broke It...! - 030: I'll Do It - 031: I'll Believe In You! - 032: Komori Chisato - 033: I'll Do It For You - 034: Do You Like Me, Or What? - 035: Terakado Makiko - 036: Secret |                        |                  |                        |
| 5  | 30 luglio 2010 | ISBN 978-4-09-183449-2 | 15 giugno 2016   | ISBN 978-88-6883-490-6 |
| 5  | Capitoli - 037: What's This - 038: Tears - 039: Not Coming - 040: Won't Forgive You - 041: I'll Expose You - 042: Don't! - 043: Smash It!! - 044: Congratulations - 045: I'm Scared                                                        |                        |                  |                        |
| 6  | 29 ottobre 2010 | ISBN 978-4-09-183605-2 | 10 agosto 2016   | ISBN 978-88-6883-491-3 |
| 6  | Capitoli - 046: Dig In - 047: I Won't Let You Stop It - 048: Second Year Students - 049: Watari Madoka - 050: If I Graduated - 051: Let's Go Out - 052: Kajiwara Nao - 053: Come Out of Your Hole - 054: Resolution                        |                        |                  |                        |
| 7  | 30 marzo 2011 | ISBN 978-4-09-183769-1 | 30 novembre 2016 | ISBN 978-88-6883-492-0 |
| 7  | Capitoli - 055: I Am Lonely - 056: Let's Go to My Room - 057: Declaration of War - 058: Why? - 059: Fall in Love - 060: Feeling - 061: Because I'm Wet - 062: This Time for Sure - 063: Sin                                                |                        |                  |                        |
| 8  | 30 giugno 2011 | ISBN 978-4-09-183875-9 | 29 dicembre 2016 | ISBN 978-88-6883-493-7 |
| 8  | Capitoli - 064: I Like It - 065: True Colors - 066: Peep - 067: Only You - 068: Two-timing - 069: Don't Wanna Show - 070: Ueda Rie - 071: Right Now! - 072: Companions                                                                     |                        |                  |                        |
| 9  | 30 settembre 2011 | ISBN 978-4-09-184098-1 | 22 febbraio 2017 | ISBN 978-88-6883-495-1 |
| 9  | Capitoli - 073: Let Me Peep - 074: Interesting - 075: I'll Find Out - 076: What a Shame - 077: Last - 078: Beautiful - 079: Open - 080: Traitor! - 081: Despair                                                                            |                        |                  |                        |
| 10 | 30 gennaio 2012 | ISBN 978-4-09-184340-1 | 19 aprile 2017   | ISBN 978-88-6883-496-8 |
| 10 | Capitoli - 082: Found You - 083: Visitor - 084: Tsugumi - 085: Like I Could! - 086: Delusion - 087: This Time... - 088: This Time 2 - 089: Everything - 090: Thanks                                                                        |                        |                  |                        |
| 11 | 30 maggio 2012 | ISBN 978-4-09-184539-9 | 14 giugno 2017   | ISBN 978-88-6883-497-5 |
| 11 | Capitoli - 091: Can't See - 092: Treasure - 093: Letter - 094: Back Then - 095: Look - 096: Parting - 097: I'm Back - 098: Koizumi Saki - 099: Armor                                                                                       |                        |                  |                        |
| 12 | 28 settembre 2012 | ISBN 978-4-09-184713-3 | 23 agosto 2017   | ISBN 978-88-6883-498-2 |
| 12 | Capitoli - 100: 17 Years Old - 101: As They Are - 102: Impulse - 103: Completely Naked - 104: Meanie - 105: I Want to Meet With You - 106: Confession - 107: Continuation - 108: Everything                                                |                        |                  |                        |
| 13 | 28 febbraio 2013 | ISBN 978-4-09-184836-9 | 18 ottobre 2017  | ISBN 978-88-6883-499-9 |
| 13 | Capitoli - 109: Feel Good - 110: Revival - 111: Special Rule - 112: Teach Me - 113: Miracle - 114: Forever - 115: Embrace Me... - 116: Goodbye - 117: Final Chapter                                                                        |                        |                  |                        |

## Accoglienza
Peep Hole è apparso in ben tre occasioni nell'elenco dei bestseller Oricon. La prima volta è stata con l'uscita del volume 7, classificandosi trentesimo durante l'ultima settimana di marzo (dal 28 marzo al 3 aprile 2011). La seconda volta è stata con l'uscita del volume 10, che si classificò quattordicesimo durante la prima settimana di febbraio (dal 30 gennaio al 5 febbraio 2012). La terza e ultima volta è stata con l'uscita del volume 11, che si classificò quindicesimo durante l'ultima settimana di maggio (dal 28 maggio al 3 giugno 2012). Più di 3 milioni di volumi del manga sono stati venduti.